# Aalestrup
Aalestrup – eller Ålestrup – er en by i Himmerland med 2.786 indbyggere  (2024), beliggende 31 km nord for Viborg, 23 km vest for Hobro og 14 km syd for Aars. Byen hører til Vesthimmerlands Kommune og ligger i Region Nordjylland. I 1970-2006 var byen kommunesæde i Aalestrup Kommune.
Aalestrup hørte til Østerbølle Sogn indtil midt i 1930'erne, hvor Aalestrup Sogn blev udskilt. Aalestrup Kirke blev opført i byen i 1908.

## Seværdigheder
Danmarks Cykelmuseum er indrettet i cykelfabrikken Jydens direktørbolig, der blev opført i 1921. Fabrikken blev lukket i 1962, og museet blev startet i 1974 på initiativ af fabrikant Harald Horn, der havde købt fabrikkens bygninger med tilbehør og cykler. Museet har i dag ca. 150 cykler, men også knallerter, symaskiner og radioapparater.
Den Jydske Rosenpark blev i 1967 anlagt i byens gamle anlæg på skråningen ned mod Simested å. I parken findes ca. 20.000 roser fordelt på ca. 225 forskellige sorter og henover sæsonen blomstrer også bede med stauder, forskellige blomster og græsser samt ikke mindst farvebede med georginer. I den lavtliggende del af parken findes der en del gamle rhododendron. I tilknytning til Rosenparken findes Pavillonen, der bruges til private fester og foreningsarrangementer. I parkens åbningstider fungerer pavillonen som spisested for parkens gæster. Desuden findes byens campingplads ved parken.
Siden 1967 har Knaberfesten været afholdt hvert år, de sidste mange år i forbindelse med pinsen. Blandt de faste traditioner er valget af årets knaberpar (konge eller dronning, sammen med en pige eller prins). Knaber er en gammel betegnelse for folk fra Rinds Herred, som Østerbølle Sogn hørte til.
Knaberscenen er Aalestrups biograf med 96 faste pladser, men med 134 løse stole kan den forvandles til en teatersal med 230 pladser. Membranen, der er en forening for musik- og teaterinteresserede i Aalestrup og omegn, spiller amatørteater her, og naturefterskolen opfører teater og juleshow hvert år op mod jul.

## Faciliteter
- Aalestrup Skole har 294 elever, fordelt på 0.-6. klassetrin,[6] samt SFO'en Kvisten. Skolen har 35 ansatte.[7]
- Efter 6. klasse kan eleverne fortsætte i Aalestrup Realskole, der er en overbygningsskole med 176 elever, fordelt på 7.-9. klassetrin.[8]
- Byen har også efterskolen Aalestrup Naturefterskole.
- Børnehuset Aalestrup har 21 børn under 3 år og 89 børn over 3 år.[9] Den private Aagades Børnehave er normeret til 40 børn og har 9 ansatte.[10]
- Aalestrup Idrætscenter og Friluftsbad har to haller. Friluftsbadet er åbent i de 3 sommermåneder, hvor de 3 bassiner har 27° varmt vand. Desuden råder centret over et vandrerhjem med 10 værelser og i alt 37 sengepladser.[11]
- Plejecenter Aaglimt lige syd for byen er etableret i 1982 og ombygget i 2006-2008. Det har 53 lejligheder, heraf 11 demenspladser og 2 midlertidige.[12]
- Byen har to dagligvareforretninger, bager, to pizzeriaer, bibliotek og en bank samt apotek, lægehus og tandlægeklinik.

## Historie
Navnet Aalestrup kommer af mandsnavnet Alef og torp.

### Landsbyen
Landsbyen blev udskiftet i 1798 og bestod da af 5 gårde og nogle få huse. Der skete kun få ændringer frem til 1880'erne, hvor byen fik en mølle (1882), et bageri, en blikkenslager og et snedkeri.

### Jernbanen
I 1893 blev der anlagt en jernbanestation ved Aalestrup, der var valgt som knudepunkt for Himmerlandsbanerne Hobro-Aalestrup-Løgstør og Viborg-Aalestrup. Aalestrup var et godt sted at krydse Simested Ådal, som er ca. en km bred på lange strækninger, men ret smal ved Lille Restrup hovedgård sydøst for Aalestrup. Byen lå centralt for banens dobbelte formål: at være lokalbane op gennem Himmerland via Aars til Løgstør, men også at være landsdelsbane mellem Nordjylland og Vestjylland: DSB sendte meget gods mellem Hobro og Viborg via Aalestrup, fordi det var 23,2 km kortere end via Randers-Langå.
Aalestrup Station havde 6 gennemgående spor ud for stationsbygningen: 3 perronspor, 2 depotspor og et omløbsspor med stikspor til tosporet lokomotivremise, drejeskive, vandtårn og kulgård. Vest for stationsbygningen var der et læssespor med omløb og kvægfold og et blindt læssespor med kran.

### Stationsbyen
Med jernbane i tre retninger voksede Aalestrup hurtigt:
| År   | Ejendomme | Indbyggere |
| ---- | --------- | ---------- |
| 1893 | 9         | 68         |
| 1901 | 58        | 512        |
| 1911 | 95        | 978        |
| 1921 | 123       | 1.065      |
| 1930 | 202       | 1.312      |

I 1894 blev der oprettet en håndværkerforening med 21 medlemmer i byen.
I 1901 talte stationsbyen 1 mølle, 2 smedjer, 2 bagerier, 3 købmænd, 1 andelsmejeri, 5 fabrikker (øl- og maltfabrik, savværk, uldspinderi, cementfabrik samt cykelfabrikken Jyden).
Samme år beskrev Trap en nok lidt ældre tilstand: "Østerbølle med Kirke, Skole, Missionshus (opf. 1890) og Jærnbanehpl.;...Aalestrup med Missionshus (opf. 1896), Jærnbane-, Telegraf- og Telefonst.". Det lave målebordsblad fra 1900-tallet viser, at der senere også kom lægebolig og jordemoderhus.
Hotel Hvide Kro, der blev opført i 1902 og havde 22 værelser og 3 festsale, gik konkurs i 2018.
I 1904 blev realskolen opført, i 1905 en landbobank og et trykkeri (der i 1907 begyndte udgivelsen af Vesthimmerlands Avis), i 1906 et apotek, i 1907 et eksportslagteri, i 1912 et elektricitetsværk, i 1914-15 et lystanlæg, i 1916 en brugsforening og et afholdshotel, omkring 1920 desuden en møbelfabrik.
Aalestrup Vandværk blev stiftet i 1906, og det første vand blev sendt ud til forbrugerene året efter.
Aalestrup Varmeværk blev etableret i 1958 i det gamle elektricitetsværk. De første år blev der fyret med olie, men i 1980 opførtes et af landets første biomassekedelanlæg, med bark som brændsel. I 2016 blev der i tillæg til værket opført et solvarmeanlæg på 24.200 m². Aalestrup Varmeværk er i 2015 fusioneret med Nørager Varmeværk, og i 2018 med Hvam-Gl. Hvam Kraftvarmeværk. Navnet er i den forbindelse ændret til AN-Energi (Aalestrup-Nørager Energi)
Fra slutningen af 50'erne og frem til 2007 var Aalestrup hjemby for maskinfabrikken Derby, der de første år producerede vaskemaskiner og senere frysere og køleskabe - primært til eksport.

### Godsbane og sti
Persontrafikken ophørte på Viborg-Aalestrup i 1959 og på Hobro-Løgstør i 1966. Godstrafikken fortsatte et par år på Hobro-Aalestrup, men godsbanen Viborg-Løgstør, der også havde ekspedition i Aalestrup, fortsatte helt til 1999. Sporet blev taget op i 2006, så man kunne anlægge cykel- og vandreruten Himmerlandsstien. Aalestrup Station er bevaret på Busgade 10 og anvendes nu som busterminal.

## Galleri
- Skolen
- Hallen
- Cykelmuseet
- Vandtårnet
- Jernbanebroen over Simested Å